# Campionati sudamericani maschili di cricket T20
I Campionati sudamericani maschili di cricket T20  (ufficialmente Campeonato Sudamericano de Críquet) sono una competizione continentale a nazioni che assegna il titolo di squadra campione sudamericano di cricket nel format T20.

## Edizioni
| Edizione      | Edizione      | Podio     | Podio      | Podio      |
| Anno          | Organizzatore | Campione  | Seconda    | Terza      |
| ------------- | ------------- | --------- | ---------- | ---------- |
| 1995 Dettagli | Argentina     | Argentina | Cile       | Perù       |
| 1997 Dettagli | Argentina     | Argentina | Brasile    | Perù       |
| 1999 Dettagli | Perù          | Argentina | Guyana     | Cile       |
| 2000 Dettagli | Argentina     | Argentina | Cile       | Brasile    |
| 2002 Dettagli | Argentina     | Argentina | Cile       | Brasile    |
| 2004 Dettagli | Cile          | Guyana    | Porto Rico | Argentina  |
| 2007 Dettagli | Perù          | Guyana    | Argentina  | Cile       |
| 2009 Dettagli | Brasile       | Argentina | Cile       | Brasile    |
| 2011 Dettagli | Cile          | Cile      | Argentina  | Perù       |
| 2013 Dettagli | Argentina     | Argentina | Cile       | Brasile    |
| 2014 Dettagli | Perù          | Messico   | Cile       | Brasile    |
| 2015 Dettagli | Cile          | Argentina | Brasile    | Cile       |
| 2016 Dettagli | Brasile       | Cile      | Argentina  | Perù       |
| 2017 Dettagli | Argentina     | Argentina | Cile       | Brasile    |
| 2018 Dettagli | Colombia      | Messico   | Uruguay    | Costa Rica |
| 2019 Dettagli | Argentina     | Argentina | Messico    | Perù       |
| 2022 Dettagli | Brasile       | Argentina | Brasile    | Cile       |
| 2023 Dettagli | Argentina     | Argentina | Uruguay    | Colombia   |
| 2024 Dettagli | Brasile       | Panama    | Brasile    | Argentina  |

## Medagliere
| Posiz. | Nazione    | Oro | Argento | Bronzo | Totale |
| ------ | ---------- | --- | ------- | ------ | ------ |
| 1      | Argentina  | 12  | 3       | 2      | 17     |
| 2      | Cile       | 2   | 7       | 4      | 13     |
| 3      | Guyana     | 2   | 1       | 0      | 3      |
| 4      | Messico    | 2   | 1       | 0      | 3      |
| 5      | Panama     | 1   | 0       | 0      | 1      |
| 2      | Brasile    | 0   | 4       | 6      | 10     |
| 6      | Uruguay    | 0   | 2       | 0      | 2      |
| 7      | Porto Rico | 0   | 1       | 0      | 1      |
| 8      | Perù       | 0   | 0       | 5      | 5      |
| 9      | Costa Rica | 0   | 0       | 1      | 1      |
| 9      | Colombia   | 0   | 0       | 1      | 1      |
| Totale | Totale     | 19  | 19      | 19     | 57     |